# Гиперфункция (математика)
Гиперфункция (математика) — развитие понятия обобщённой функции. Гиперфункция одной переменной является разностью предельных значений на вещественной оси двух голоморфных функций, определённых, соответственно в верхней и нижней полуплоскостях комплексной плоскости. Гиперфункции многих переменных определены как элементы некоторой когомологической группы с коэффициентами в пучке голоморфных функций. Гиперфункции были открыты Микио Сато в 1958 году. 

## Гиперфункция одной переменной
Гиперфункция одной переменной  может рассматриваться как разность на вещественной оси между одной голоморфной функцией {\displaystyle f}, определённой на верхней комплексной полуплоскости, и другой {\displaystyle g}, определённой на нижней комплексной полуплоскости - {\displaystyle (f,g)}. Гиперфункция одной переменной определяется лишь разностью двух функций {\displaystyle f-g} на вещественной оси и не изменяется при добавлении к {\displaystyle f} и {\displaystyle g} одной и той же голоморфной на всей комплексной плоскости функции {\displaystyle h}, так что гиперфункции {\displaystyle (f,g)} и {\displaystyle (f+h,g+h)}определяются как эквивалентные. 

## Гиперфункция многих переменных
Пусть {\displaystyle B'} - предпучок в {\displaystyle R^{n}}, определённый следующим образом: если {\displaystyle \Omega } не ограничено, то {\displaystyle B'(\Omega )=\left\{0\right\}}; если {\displaystyle \Omega } ограничено, то {\displaystyle B'(\Omega )=B(\Omega )}; Ограничения {\displaystyle B'(\Omega )\rightarrow B'(\omega )} определены так: {\displaystyle 0\rightarrow 0}, если {\displaystyle \Omega } не ограничено, {\displaystyle T\rightarrow T|\omega }, если {\displaystyle \Omega } ограничено. Пучком гиперфункций на {\displaystyle R^{n}} называется пучок {\displaystyle B}, ассоциированный с передпучком {\displaystyle B'}. 
Гиперфункция на {\displaystyle \Omega } определяется: покрытием {\displaystyle \Omega =\bigcup _{i\in I}\Omega _{i}}, где {\displaystyle \Omega _{i}} открыты и ограничены; и элементами {\displaystyle T_{i}\in B(\Omega _{i})}, для которых {\displaystyle T_{i}|\Omega _{i}\cap \Omega _{j}=T_{j}|\Omega _{i}\cap \Omega _{j}}.
Два таких набора {\displaystyle (\Omega _{i},T_{i}),i\in I} и  {\displaystyle (\Omega _{i'},T_{i'}),i'\in I'} определяют одну и ту же гиперфункцию, если {\displaystyle T_{i}|\Omega _{i}\cap \Omega _{i'}=T_{i'}|\Omega _{i}\cap \Omega _{i'},\forall i\in I,i'\in I'}

## Примеры
- Для всякой голоморфной на всей комплексной плоскости функции f  гиперфункцией является её значения на вещественной оси, представимые в виде {\displaystyle (f,0)} или {\displaystyle (0,-f)}.
- Функция Хевисайда может быть представлена как гиперфункция:

{\displaystyle H(x)=\left({\tfrac {1}{2\pi i}}\log(z),{\tfrac {1}{2\pi i}}\log(z)-1\right).}
- Дельта-функция Дирака может быть представлена как гиперфункция:

{\displaystyle \left({\tfrac {1}{2\pi iz}},{\tfrac {1}{2\pi iz}}\right).}

## Операции над гиперфункциями
- Умножение на аналитическую функцию. Пусть {\displaystyle f\in {\mathfrak {A}}(\Omega )} - аналитическая функция, {\displaystyle u\in {\mathfrak {A'}}(\Omega )} - аналитический функционал. Тогда произведение {\displaystyle fu\in {\mathfrak {A'}}(\Omega )} определено формулой {\displaystyle \langle fu,g\rangle =\langle u,fg\rangle ,\forall g\in {\mathfrak {A}}(\Omega )}.

Гиперфункцию {\displaystyle fT} определяет последовательность  {\displaystyle f{\overline {T_{n}}}|\Omega _{n}}
- Свертка. Пусть {\displaystyle u\in H'(C^{n})} - голоморфный функционал , {\displaystyle f\in H(C^{n})} - голоморфная функция с топологией. Тогда свёртка {\displaystyle u*f\in H(C^{n})} определяется формулой {\displaystyle (u*f)(z)=\langle u_{\xi },f(z-\xi )\rangle }. Гиперфункцию {\displaystyle u*T} определяет последовательность  {\displaystyle (u*T_{n})|\Omega _{n-p}}[6]